# En compañía
En compañía es un programa de televisión emitido por Castilla-La Mancha Media y emitido de lunes a viernes de 15:45 a 18:15. Está producido por Índalo y Media y presentado por Ramón García y Gloria Santoro.
Se trata de la adaptación castellanomanchega del programa de Canal Sur Televisión, La tarde, aquí y ahora, presentado por Juan y Medio y Eva Ruiz.

## Formato
Se trata de un programa de entretenimiento presentado por Ramón García y Gloria Santoro, que tiene como objetivo ayudar a poner fin a la soledad, un problema que a día de hoy afecta a miles de personas y que es una gran preocupación en la sociedad del siglo XXI.
Cada tarde, el programa se acerca a los hogares castellanomanchegos para que personas que estén solas, consigan acabar con su soledad. 
Tres personas mayores dan a conocer su historia. Muchos han enviudado o no se casaron, otros no desean vivir con sus hijos porque prefieren seguir siendo independientes y dueños de su espacio, su tiempo, su manera de vivir y no suponer ninguna carga para los demás.
El objetivo del espacio es que los invitados reciban llamadas de personas interesadas en ellos para acabar con su soledad: ofreciendo compañía, regalando su tiempo o buscando compañía.

## Audiencia
Desde su primera emisión, En compañía se ha posicionado como uno de los programas más vistos de Castilla-La Mancha Media. El programa inició su andadura con una cuota superior al 7% y logró su cuota máxima de audiencia el 22 de enero de 2018 con un 18,1% de share y 93.000 espectadores de media. Este espacio es la oferta preferida entre las mujeres, los mayores y las poblaciones de menos de 10.000 habitantes, teniendo en el resto de grupos un significativo seguimiento.

## Reconocimientos

### FesTVal
| Año  | Categoría                 | Resultado |
| ---- | ------------------------- | --------- |
| 2017 | Mejor Programa Autonómico | Ganador   |